# 逗子インターチェンジ
逗子インターチェンジ（ずしインターチェンジ）は、神奈川県逗子市沼間にある横浜横須賀道路本線のインターチェンジである。

## 概要
ここから県道24号を経由して東行で国道16号に出ることが出来、西行で逗子市市街地や逗子マリーナ方面、及び接続する逗葉新道を経由して葉山方面にも抜けられる。
また「田浦」という表記からも分かるように、横須賀市北部（追浜・田浦地区）へはここを利用する方が近い場合もある。

## 道路

### 付近の道路
- 神奈川県道24号横須賀逗子線
- 逗葉新道

## 歴史
- 1982年（昭和57年）4月8日 : 朝比奈IC-逗子IC間開通に伴い部分供用。
- 1984年（昭和59年）4月27日 : 逗子IC-衣笠IC間開通に伴い全面供用。

## 周辺
- 駅
  - 京急本線（京急田浦駅）
  - JR横須賀線（東逗子駅）
- 施設
  - 田浦梅林
  - 逗子アーデンヒル（新興住宅地）
  - 逗子市立沼間小学校
  - 逗子市立沼間中学校

## 隣
E16 横浜横須賀道路
(5)朝比奈IC - (6)逗子IC - (7)横須賀IC